# Aleksandra Trybuś-Cieślar
Aleksandra Barbara Trybuś-Cieślar z domu Zender (ur. 23 czerwca 1967 w Cieszynie) – polska nauczycielka, działaczka społeczna i polityk, posłanka na Sejm VII kadencji.

## Życiorys
Ukończyła geografię na Wydziale Nauk o Ziemi Uniwersytetu Śląskiego. Odbyła także studia podyplomowe w zakresie zarządzania oświatą na Akademii Ekonomicznej w Katowicach. Zawodowo związana z edukacją jako nauczycielka i wicedyrektor Gimnazjum Towarzystwa Ewangelickiego i Liceum Ogólnokształcącego Towarzystwa Ewangelickiego w Cieszynie. Zaangażowana w działalność pozarządowych organizacji oświatowych (Towarzystwa Ewangelickiego, Stowarzyszenia Teraz Europa i innych).
W wyborach w 2010 bez powodzenia kandydowała do sejmiku śląskiego z listy Platformy Obywatelskiej. Ponownie z ramienia tej partii wystartowała do Sejmu w wyborach parlamentarnych w 2011. Uzyskała mandat poselski, otrzymując 10 061 głosów w okręgu bielskim. W 2015 nie uzyskała poselskiej reelekcji.
Powróciła do pracy dydaktycznej. 30 stycznia 2017 została dyrektorem GTE i LOTE w Cieszynie. Delegatka do Synodu Kościoła Ewangelicko-Augsburskiego w RP XIV kadencji.